# Riario

Wappen der Riario

Die Riario sind eine italienische Adelsfamilie aus Savona in Ligurien, die ihren Aufstieg – besonders in der römisch-katholischen Hierarchie und im päpstlichen Adel – der Verwandtschaft zum Renaissance-Papst Sixtus IV. (Francesco della Rovere) und dessen Nepotismus verdankt. Sie zählen bis heute zum europäischen Hochadel.

## Geschichte
Die Riario stammen der Legende nach von einem Degenardo ab, der Hauptmann unter Kaiser Friedrich Barbarossa war. Nachweislich beginnt die Stammreihe aber mit Paolo Riario († 1453/59), einem wohlhabenden Handwerker aus Savona. Dieser heiratete um 1440 Bianca della Rovere, Schwester des seinerzeitigen Franziskaners und Theologiedozenten Francesco della Rovere aus demselben Städtchen, der 1471 als Sixtus IV. zum Papst gewählt wurde und noch im Jahr seiner Wahl seinen Neffen Pietro Riario (1445–1474), einen Franziskaner konventualer Ausrichtung, zum Bischof von Treviso und Kardinal ernannte.

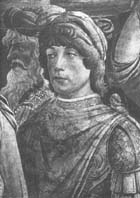
Girolamo Riario

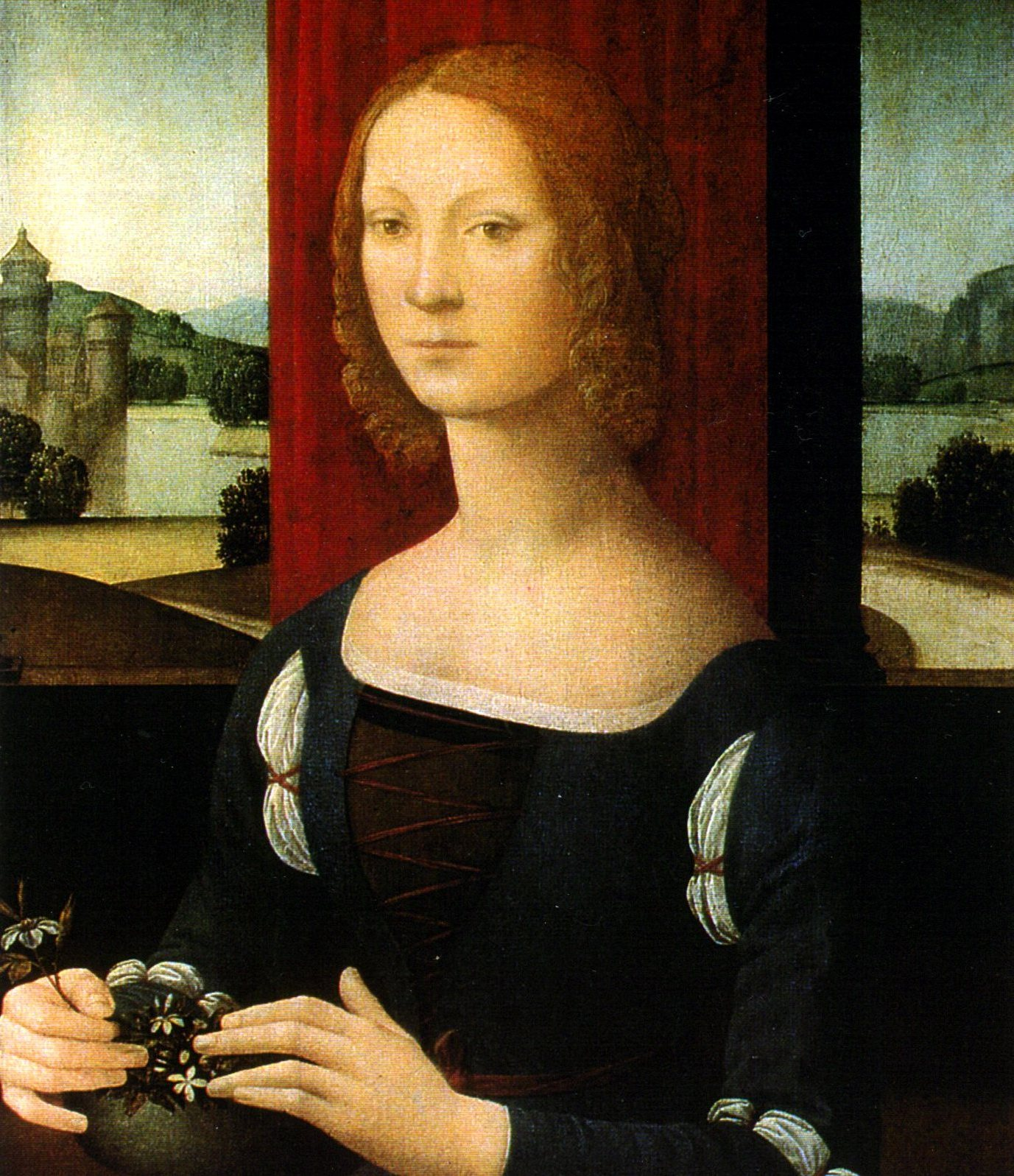
Caterina Sforza, Gemahlin des Girolamo

Die Familie Riario wurde durch Pietros älteren Bruder Girolamo Riario (1443–1488) fortgeführt, der zielstrebig Territorien im Kirchenstaat erwarb. Es hielten sich stets Gerüchte, er sei ein natürlicher Sohn des Papstes und nur ein Pflegesohn von dessen Schwester gewesen. Jedenfalls ernannte ihn der Papst noch im Jahr seiner Wahl zum Generalkapitän der Kirche. Er heiratete 1477 Caterina Sforza, eine illegitime Tochter von Galeazzo Maria Sforza, dem Herzog von Mailand aus der Familie Sforza. Der Vater gab die kaum Zehnjährige dem Papstneffen zur Frau, als dieser beabsichtigte, das alte Kirchenlehen Imola den Visconti zu entziehen und eine andere Familie damit zu belehnen. Nun erhielt Caterina als Mitgift die Städte Imola und Forlì. 1478 war Girolamo Mit-Initiator der Pazzi-Verschwörung. Durch den Tod Sixtus’ IV. 1484 verlor er aber Schutz und Finanzquellen, was ihn zwang, die Steuern in den beiden Städten drastisch zu erhöhen. Der folgende Aufstand führte zu seinem Tod. Seine Witwe regierte aber weiter, mit ihrem zweiten Mann Giacomo Feo. Jedoch nahm der Borgia-Papst Alexander VI. die Auseinandersetzungen zwischen dem Herzogtum Mailand und dem Königreich Neapel zum Anlass, die päpstlichen Lehen in der Romagna an sich zu ziehen und sein Sohn Cesare Borgia eroberte 1499 auch die beiden Städte Imola und Forlì. Nach dem Tod Alexanders 1503 besetzten die alten Stadtherren der Romagna ihre Gebiete wieder. Julius II., der zweite Papst aus der Familie Della Rovere, wurde zwar 1503 mit Hilfe Cesare Borgias gewählt, entmachtete diesen jedoch anschließend. Er gliederte auch die beiden Städte Imola und Forlì wieder dem Kirchenstaat ein, da er seinen Vetter Girolamo Riario nie gemocht hatte.
Drei der Söhne von Girolamo und Caterina wurden Bischöfe, der weltliche Erbe Galeazzo Riario fügte seinem Familiennamen den seiner Mutter hinzu, seither heißt das Geschlecht „Riario Sforza“. Dessen Urenkel Ferdinando († 1662) wurde 1620 zum Herzog erhoben, mit seinem Sohn starb dieser Zweig 1676 aus, jedoch nahm Ignazio Raffaele Riario, 2. Marchese di Corleto, der Nachfahre eines Onkels von Girolamo Riario, nun den Namen Riario Sforza an. Sein Sohn Nicola wurde 1714 ebenfalls zum Herzog erhoben. Dieser Familienzweig errichtete im 18. Jahrhundert in Neapel den Palazzo Riario Sforza. Durch die Heirat des Don Giovanni Battista, 6. Duca Riario-Sforza, mit Donna Giulia Milano Franco d'Aragona 1864 kamen zudem der Titel Principe di Ardore und die Besitzungen dieser Familie an die Riario-Sforza. Gegenwärtiger Titelträger ist Don Giovanni 10. Duca Riario-Sforza, 12. Principe di Ardore (* Rom 1959).
Der römische Zweig besaß die Herrschaften Forlì (bis 1500) und Imola und stammte von Paolo Riario ab:
- Paolo Riario († 1453/1459), heiratete 1440 (in zweiter Ehe) Bianca della Rovere, die Schwester des Papstes Sixtus IV. Aus dieser Ehe stammten, unter dem Namen Riario della Rovere, unter anderen:

- Violante Riario (1441–1483), heiratete Antonio Sansoni. Ihr Sohn war:

- Raffaele Sansoni Riario (* 1460; † 1521), wurde als Großneffe des Papstes bereits mit 17 Jahren Kardinal. Er war ein großer Kunstmäzen und erbaute sich den Palazzo della Cancelleria als Residenz.

- Girolamo Riario (1443–1488), wurde von seinem Onkel Sixtus IV. (dessen illegitimer Sohn er angeblich gewesen sein soll) zum Herrn von Imola und von Forlì ernannt. Er war mit der illegitimen mailändischen Herzogstochter Caterina Sforza verheiratet und wurde so zum Begründer der Linie Riario Sforza (Herzöge bis 1676; dann ging der Titel an eine ältere Seitenlinie über).

- Ottaviano, Bischof von Viterbo, Herr von Forli und Imola (1488–1499) (1483–1522)
- Cesare, Erzbischof von Pisa, Patriarch von Alexandria, Bischof von Malaga (1485–1540)
- Bianca (1481–1522) Troilo I. de' Rossi, Marchese di San Secondo
- Giovanni Livio
- Galeazzo Riario Sforza (1487–1557), verheiratet mit Maria Giovanna della Rovere (1482–1538), Tochter von Giovanni della Rovere
- Francesco „Sforzino“ Riario († 1546), Bischof von Lucca

- Pietro Riario (1445–1474), wurde von seinem Onkel 1471 zum Kardinal erhoben. Er war Bischof von Treviso, Erzbischof von Sevilla, Titular-Patriarch von Konstantinopel, Erzbischof von Valencia und (seit 1473) Erzbischof von Florenz. Außerdem bekleidete er das Amt eines Apostolischen Schatzmeisters. Pietro war wegen seiner Förderung von Kunst und Literatur als Humanist bekannt.

Weitere Kirchenfürsten:
- Alessandro Riario (1543–1585), Kardinal der Römisch-Katholischen Kirche
- Tommaso Riario Sforza (1782–1857), Kardinal
- Sisto Riario Sforza (1810–1877), Kardinal